# Tehniška srednja šola, Ljubljana
Tehniška srednja šola (kratica TSŠ) je bila šola na Aškerčevi 1 v Ljubljani, ki je pod različnimi imeni delovala od leta 1920 do okoli 2000.
Enovit zavod je bila samo v prvih 22 letih obstoja, število njenih enot in tudi organiziranost sta se s potrebami gospodarstva namreč ves čas spreminjala. Vseskozi jo je sestavljalo po več tehniških (in delovodskih) šol, oddelkov, odsekov, včasih tudi z dodanimi strokovnimi tečaji, oziroma različnih kombinacij vsega tega. Po potrebi so pač uvajali nove in/ali ukinjali ali spreminjali obstoječe pa tudi imena so jim pogosto spreminjali. Toda poudarek je bil ves čas na tehničnih strokah, zlasti strojništvu in gradbeništvu, pozneje pa strojništvu in lesarstvu, ter na kemiji.

### Gradnja, začetek in prvi razmah
Poslopji nove Državne obrtne šole, sprva imenovane Umetno-obrtna strokovna šola, sta bili dograjeni in opremljeni leta 1911. Večje ima v tlorisu obliko črke F, manjše na dvorišču pa je imelo pred zgraditvijo glavnega prizidka obliko velikega I. Tako so ustvarili ogromni inicialki FI, kar je pomenilo Francisco Iosephinum, Franc Jožef . Leta 1918 so v večji, na Aškerčevi, med drugim ustanovili Višjo obrtno šolo mehansko-tehniške smeri, iz katere sta se čez dve leti razvili Gradbena srednja in Strojna srednja šola; Državna obrtna šola se je preimenovala v Državno tehniško srednjo šolo, prvi diplomski izpiti pa so prišli na vrsto v šolskem letu 1928-29. V manjšem poslopju na dvorišču so uredili Šolske delavnice. Nad glavnim vhodom na Aškerčevi 1 so še danes reliefni portreti petih velikanov tehnike, naravoslovja in umetnosti. To so, od leve proti desni, Skopas, Faraday, Arhimed, Stephenson in Michelangelo .
Da bi poenotili šolstvo na celotnem območju Kraljevine SHS, so aprila 1927 vse tehniške srednje, strokovno-obrtne in trgovske šole prešle pod pristojnost ministrstva za industrijo in trgovino, ki je leta 1928 izdalo Pravilnik o delovanju, redu in pouku na tehniških srednjih šolah. Z njim so prejšnje višje šole postale odseki tehniških srednjih šol, ki so dobile nove učne načrte: šolsko uro so skrajšali na 45 minut, povečali so število strokovnih predmetov in število ur praktičnega pouka ter uvedli obvezno počitniško prakso .
Leta 1938 so bile v zavodu pod skupno upravo že štiri državne šole, med njimi Državna tehniška srednja šola s strojnim odsekom in Državna delovodska šola s strojno-mojstrskim odsekom. Na strojnem odseku, predhodniku poznejše Tehniške šole za strojno stroko, so že takrat imeli mnoge strokovne predmete, znane še v 70. letih 20. stoletja, to je ne samo tehniško risanje in opisno geometrijo, temveč tudi strojne elemente, termodinamiko, motorje z notranjim zgorevanjem, mehaniko in mehansko tehnologijo ter jeklene konstrukcije in dvigala . Nekaterim so pozneje le poenostavili imena, tako kot predmetoma parni kotli, parni stroji, turbine in lokomotive, ki se je preimenoval v parno skupino, ter hidravlika, hidravliški stroji in črpalke, ki je postal vodna skupina. Tuja jezika sta bila srbohrvaščina in nemščina, sprva in redkeje francoščina.

### Zlata leta »srednje tehnične«
Takoj po drugi svetovni vojni se je začela četrtstoletna zlata doba TSŠ, ki je imela takrat največ odsekov: ni še izgubila gradbenega, dobila pa je že lesarskega in kemijskega. Potreba po tehniških in kemijskih strokovnjakih je bila tolikšna, da so morali štiriletni učni program že leta 1945 preurediti v »hitrejšega« triletnega, s šolskim letom 1949-50 pa je spet postala štiriletna srednja strokovna šola. TSŠ je bila takrat in še pozneje ena najuglednejših, in tudi najzahtevnejših, srednjih šol na Slovenskem.
Njeno glavno poslopje so leta 1948 dvignili za eno nadstropje, 1959. pa so jo reorganizirali. Razdelili so jo na tri samostojne šole, in sicer na Gradbeno srednjo šolo, ki je zasedla četrto (novo) nadstropje, kjer je ostala do leta 1968, na Tehniško šolo za strojno stroko in na TŠ za KMRL, to je Tehniško šolo za kemijsko, metalurško, rudarsko in lesnoindustrijsko stroko, ter na Šolske delavnice tehniških šol. Število dijakov celotne TSŠ se je povzpelo na 2109 . Tehniška šola za elektrotehniško stroko se je leta 1960 preselila v stavbo nekdanje realke na Vegovi 4 (kjer se je večkrat preimenovala, leta 2008 v Elektrotehniško-računalniško strokovno šolo in gimnazijo Ljubljana), TŠ za KMRL pa je kmalu zatem postala TŠ za KMRLP oziroma Tehniška šola za kemijsko, metalurško, rudarsko, lesno in papirno stroko. Obstajala je 15 let oziroma do leta 1974 , ko se je osamosvojila Tehniška šola za lesarstvo; imela je največ dijakov in je vodila tudi upravljanje zgradbe. Strojni odsek TSŠ je takoj, ko je postal Tehniška šola za strojno stroko v Ljubljani, dobil tudi direktorja: to je bil Jože Suvorov, ki je na položaju ostal do upokojitve leta 1982. Sledil mu je Janko Lipovž, do 1986. Zadnji je bil Peter Jenko, ki je prav tako ravnateljeval do upokojitve, in do konca TSŠ, leta 1999 .
Tehniško šolo za strojno stroko v Ljubljani so leta 1973 preimenovali v Tehniško šolo za strojništvo v Ljubljani, leta 1984 pa v Srednjo šolo za strojništvo. Od šolskega leta 1989-90 dalje so vpisovali le še v štiriletni program Strojni tehnik, 1996. pa je Srednja šola za strojništvo končno dobila tudi lastno knjižnico, uradno imenovano Strokovna knjižnica Tehniške šole za strojno stroko v Ljubljani. Ta se je z drugima dvema, to je z lesarsko in s kemijsko-gimnazijsko, pozneje združila v skupno Knjižnico Šolskega centra Ljubljana, ki je leta 2008 dobila zgledno preurejene prostore v pritličju dvoriščnega krila glavne stavbe , kjer so bili (še od časov Umetno-obrtne strokovne šole) do leta 1947 ateljeji za kiparstvo in nekatera sorodna področja.

### Zaton na prelomu stoletja
Toda s propadanjem slovenske industrije se je manjšalo tudi število kandidatov za vpis na TSŠ. Treba se je bilo prilagoditi in leta 1993 je bila ustanovljena Srednja kemijska šola in gimnazija. Profesorji strokovnih predmetov spremembe niso bili veseli, saj se je število njihovih ur pričakovano zmanjšalo. Mlajši so si (po)iskali druge službe, starejši so odhajali v pokoj, enega pa so kot tehnološki presežek odpustili .
Leta 1999 je prišlo do tega, da je vlada namesto TSŠ, najstarejše tehniške srednje šole na Slovenskem , ustanovila Šolski center Ljubljana. Imel je pet organizacijskih enot, med njimi poleg že omenjene Srednje kemijske šole in gimnazije tudi Srednjo strojno šolo, na kateri je vpis dosegel dno v šolskem letu 2002-03, ko je skupno število dijakov padlo na pičlih 252. Leta 2002 je ukinila tudi samostojne Šolske delavnice tehniških šol. Srednjo šolo za strojništvo so preimenovali v Srednjo strojno šolo, ki je junija 2000 dobila ravnatelja; to je bil Zdenko Nosan. Leta 2002 sta se združila Srednja strojna šola in strojni oddelek Šolskih delavnic tehniških šol, 2008. pa še Srednja strojna šola in Srednja kemijska šola v novo Srednjo strojno in kemijsko šolo  (pozneje v Srednjo šolo za strojništvo, kemijo in varovanje). S tem je bilo devetletno ukinjanje znamenite Tehniške srednje šole dokončano.
Toda mnogi nekdanji dijaki je niso pozabili. Najbolj se je izkazal Dušan Breznik, absolvent TSŠ iz leta 1930. Ta je njenemu nasledniku, Šolskemu centru Ljubljana, julija 2006 podaril sto tisoč dolarjev »v trajen spomin na njegova profesorja Rudolfa Škofa in Rada Kregarja«. Dogodek je ovekovečen na majhni plošči, vzidani v šolski avli.

### Šolske delavnice
Veliki prizidek delavniške zgradbe na dvorišču so dogradili že leta 1950, Šolske delavnice tehniških šol pa so bile med letoma 1959 in 2002 samostojen zavod za izvajanje praktičnega tehničnega pouka, s svojim direktorjem. Njihov Strojni odsek je bil daleč največji in je obsegal naslednje delavnice in delovišča: Ročno, Mehanično, Varilnico, Livarno, Kovačnico, Rezkalne stroje, Skobeljne in pehalne stroje, Stružnice, Brusilnico, Modelarno, Montažo, Konstrukcijo s pripravo dela ter Skladišče materiala in izposojevalnico orodja. V Livarni je stala kupolka, ulivali so namreč sivo litino, v Kovačnici pa je bila tudi kalilnica. Poleg strojnega so delavnice obsegale še Lesarski odsek, Elektro odsek, Odsek za tehnično dokumentacijo in pripravo dela ter Splošni in računovodski odsek (stanje pred letom 1992). V Šolskih delavnicah tehniških šol so imeli obvezno tedensko prakso dijaki strojnega, lesarskega, kemijskega in (do 1983) elektrotehniškega odseka TSŠ oziroma ustreznih tehniških šol . Za vsak tak teden je bilo treba napisati Delavniški dnevnik, nekaj podobnega pa je veljalo tudi za poletno enomesečno prakso v podjetjih, to je za praktično izobraževanje z delom pri delodajalcu, ki mu je obvezno sledil Dnevnik počitniške prakse.

### Dijaški dom TSŠ
Kmalu po začetku zlate dobe Tehniške srednje šole je število dijakov iz vse Slovenije tako naraslo, da je morala država leta 1947 ustanoviti Dijaške domove Državne tehniške srednje šole v Ljubljani. Na samem začetku je tam dobilo posteljo okoli 1700 dijakov, ki so jih naslednje leto postopoma selili v zavetišče Sv. Jožefa na Vidovdanski 7, kjer je stavba A današnjega (2024) Dijaškega doma Tabor.
Dnevne sobe ali učilnice tam sicer ni bilo, imeli pa so plesno dvorano, v kateri je France Marolt leta 1948 ustanovil svojo folklorno skupino. Poleti 1961 so se v Dijaškem domu TSŠ začeli organizirano ukvarjati s turizmom, saj je bil dom med počitnicami do takrat neizkoriščen. S prisluženim denarjem in s finančno pomočjo mesta in republike sta se začeli dolgoletna prenova in širitev doma. Spomladi 2004 so glavno recepcijo Dijaškega doma Tabor v stavbi A na Vidovdanski cesti preselili v stavbo C na Kotnikovi ulici.